# Ogive (architecture)
Pour les articles homonymes, voir Ogive.

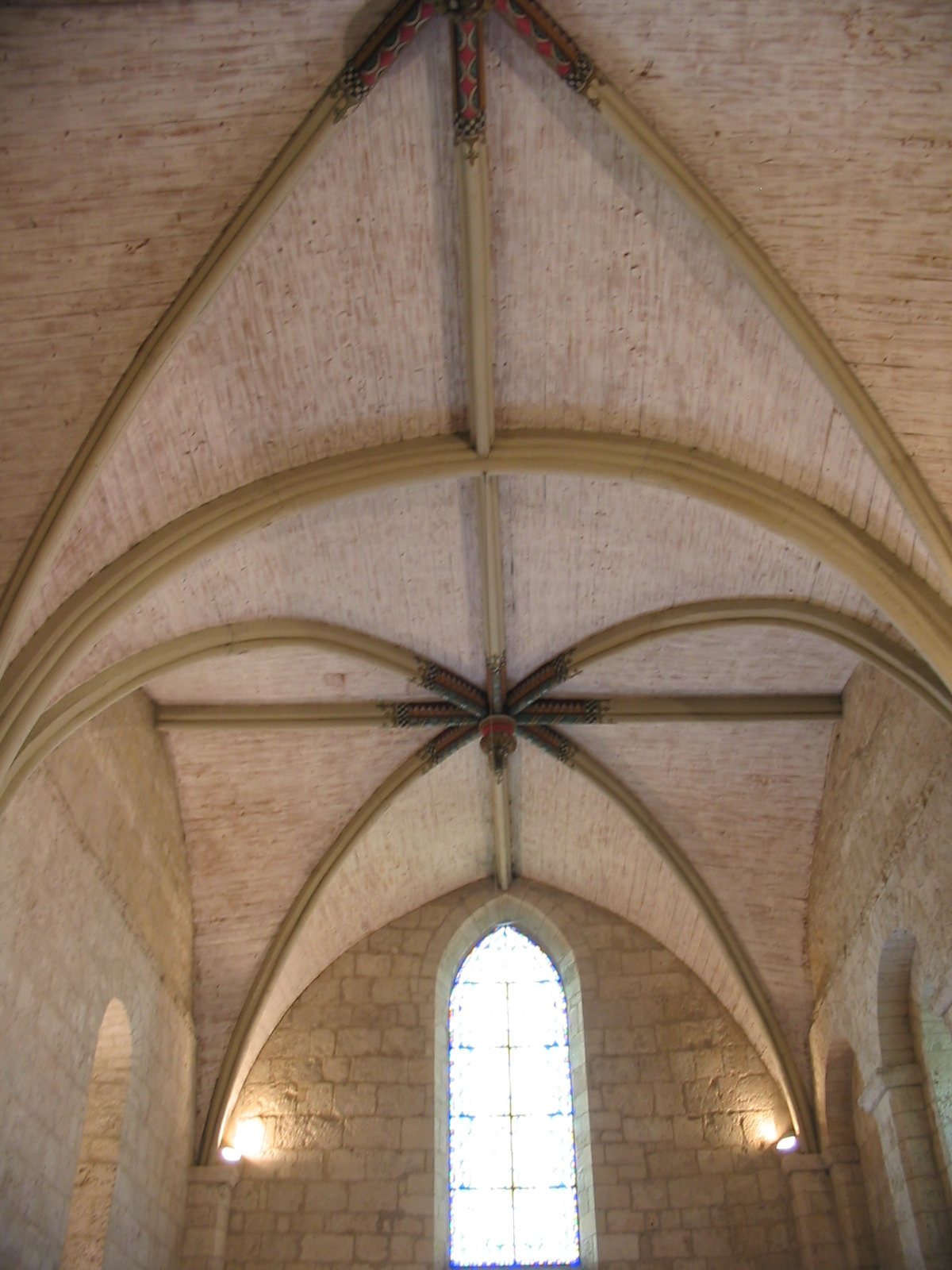
Croisée d'ogives polychrome de l'église Saint-Georges d'Oléron.

L’ogive est la nervure diagonale en pierre au sommet reliant deux points d'appui en passant par la clef de voûte. Situées au sommet de la voûte, les ogives en se croisant permettent de reporter l'ensemble du poids de la voûte vers ses quatre supports. Parce que les ogives se croisent à la clef, la voûte qu'elles supportent est appelée voûte sur croisée d'ogives.
En transmettant l'essentiel du poids de la voûte en des points déterminés, les ogives permettent au bâtiment d'atteindre jusqu'à vingt mètres de haut, caractérisant ainsi l'architecture gothique (que l'on nomme parfois « architecture ogivale »), quand les voûtes d'arêtes romanes ne pouvaient guère aller au-delà de dix mètres.
Cette technique de construction fut en usage de la fin du XIIe siècle jusqu'au milieu du XVIe siècle. 

## Caractéristiques
Contrairement aux doubleaux et aux formerets d'une croisée d'ogives, les ogives sont le plus souvent des arcs de plein cintre.
Les branches d'ogive sont les moitiés d'ogive rayonnant autour de la clef de voûte.

## Glissement de sens du mot
L'utilisation du mot ogive pour désigner un arc brisé est fermement dénoncée dès le début du XXe siècle par Eugène Lefèvre-Pontalis qui observe que ce terme doit absolument être réservé aux arcs en nervure qui soutiennent une voûte. En effet, à partir du XVIe siècle, un glissement de sens s'est opéré ; les archéologues et les architectes ont employé le terme d'ogive pour qualifier toute figure formée par deux arcs de cercle se croisant. C'est la raison pour laquelle ils pouvaient parler de porte, d'arcade ou encore de fenêtre en ogive. En 1992, Le Petit Larousse signale l'utilisation de l'expression « arc ogival » comme courante mais abusive. Cette injonction est, par ailleurs, reprise par l'historien Jean-Marie Pérouse de Montclos . Et l'expression « style ogival » est également à proscrire absolument,.